# 캐서린 맥키넌

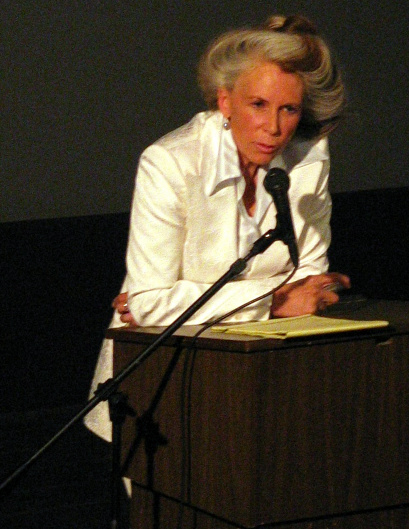
브래틀 극장에서 맥키넌.

캐서린 앨리스 맥키넌(영어: Catherine Alice MacKinnon, 1946년 10월 7일 ~ )은 미국의 급진적 여성주의 법학자, 운동가, 작가이다. 그녀는 1990년부터 재직 중인 미시간 대학교 로스쿨의 Elizabeth A. Long 법학 교수이자 하버드 로스쿨의 James Barr Ames 객원 교수이다. 2008년부터 2012년까지 그녀는 국제형사재판소 검사의 성별 특별 고문을 역임했다.
국제법, 헌법, 정치 및 법률 이론, 법학 전문가인 맥키넌은 성희롱, 강간, 매춘, 성매매 및 포르노를 포함한 여성의 권리와 성적 학대 및 착취에 중점을 둔다. 그녀는 음란물이 민권 침해이며 교육 및 고용에서의 성희롱이 성차별에 해당한다고 주장한 최초의 사람 중 한 사람이었다.

## 어린 시절과 교육
맥키넌은 미네소타 주 미니애폴리스에서 엘리자베스와 조지 E. 맥키넌 사이에서 세 자녀(여아 1명, 남아 2명) 중 첫째로 태어났다. 그녀의 아버지는 변호사이자 하원의원(1947–1949)이자 DC 순회 항소법원 판사(1969–1995)였다.
그녀는 그녀의 가족 중 3대가 되어 어머니의 모교 스미스 칼리지에 다니며 상위 2%로 졸업했다. 그녀는 1977년 예일 대학교 법학 박사 학위를, 1987년 예일 대학교에서 정치학 박사 학위를 받았다. 예일에 있는 동안 그녀는 National Science Foundation 펠로우십을 받았다.

## 경력 개요
미시간 대학교 법학대학원의 Elizabeth A. Long 법학 교수이자 Harvard Law School의 James Barr Ames 객원 교수이다. 2007년에는 하버드 법대 에서 Roscoe Pound 방문 교수로 재직했다.
맥키넌은 많이 인용되는 법률 학자  이자 일반 대중 연설가이다. 그녀의 생각은 성희롱, 음란물과 매춘, 국제 업무의 세 가지 겹치는 영역으로 나눌 수 있다. 그녀는 또한 사회 및 정치 이론과 방법론에 대해 광범위하게 저술했다.

## 연구 및 법률 업무

### 성희롱
2006년 Deborah Dinner in Legal Affairs 의 기사에 따르면, 맥키넌은 성희롱으로 인해 입원한 후 사임한 Cornell University의 행정 보조에 대해 알게 된 후 처음으로 성희롱으로 알려지게 된 것에 집중했다. 그 여성은 상사의 행동에 대해 불평하면서 전근을 거부했고, 이후 "개인적인" 이유로 그만뒀기 때문에 실업 수당을 거부당했다.
1977년에 맥키넌은 Thomas I. Emerson 교수를 위해 성희롱이 성차별의 한 형태라고 주장하는 성희롱에 관한 논문을 작성하고 Yale Law School을 졸업했다. 2년 후 Yale University Press는 맥키넌의 저서, Sexual Harassment of Working Women: A Case of Sex Discrimination (1979)을 출판하여 1964년 민권법 Title VII에 따라 성희롱에 대한 법적 주장을 성차별의 한 형태로 만들었다. 기타 모든 성 차별 금지. 종이와 책을 작성하는 동안 그녀는 자신의 접근 방식을 수용한 법무 당국과 초안 사본을 공유했다. 그녀는 또한 성희롱에 대한 법적 청구를 Alexander v. 예일 . 사실에 대해 재판을 진행한 원고 Pamela Price는 패소했지만 이 사건은 법률을 확립했다. 제2 순회 항소법원 은 1972년 교육 수정안의 민권법 Title IX 에 따라 학교는 성희롱을 성차별의 한 형태로 취급하는 절차가 있다.
그녀의 책에서 맥키넌은 성희롱이 성차별이라고 주장했다. 왜냐하면 그 행위는 남성에 대한 여성의 사회적 불평등의 산물이고 생산하기 때문이다(예: pp. 116–18, 174). 그녀는 두 가지 유형의 성희롱을 구분한다(pp. 32–42): 1) 성희롱을 의미하는 "quid pro quo", "성적 준수가 고용 기회(p. 32)를 위해 교환되거나 교환될 것을 제안하는 것" 및 2) "발생하는 괴롭힘의 유형" 성희롱이 지속적인 업무 조건인 경우(p. 32)". 1980년에 평등 고용 기회 위원회(Equal Employment Opportunity Commission)는 대가성 괴롭힘과 적대적 작업 환경 괴롭힘을 모두 금지함으로써 성희롱을 금지하는 지침을 채택하는 데 있어 맥키넌의 프레임워크를 따랐다(29 CFR § 1604.11(a) 참조). 법원도 이 개념을 사용했다.
1986년 대법원은 Meritor Savings Bank v. Vinson 은 성희롱이 성차별 금지법을 위반할 수 있다고 말했다. 맥키넌은 원고인 Mechelle Vinson의 공동 변호인이었고 대법원에서 간략한 내용을 작성했다. Meritor 사건에서 법원은 대가성 성희롱과 적대적 직장 내 괴롭힘의 차이를 인정했다.

### 포르노그래피

#### 위치
맥키넌은 페미니스트 운동가 안드레아 드워킨과 함께 포르노를 성차별의 형태로 민권 침해와 인신매매로 규정함으로써 포르노에 대한 법적 접근 방식을 바꾸려고 했다.
페미니스트 국가 이론을 향하여(Toward a Feminist Theory of the State)에서 맥키넌은 "페미니스트 관점에서 포르노그라피는 강제 섹스의 한 형태이자 성 정치의 실천이자 성 불평등의 제도"라고 썼다. 광범위한 경험적 연구에 의해 기록된 바와 같이 그녀는 "포르노그래피는 인구 절반의 처우와 지위를 정의하는 폭력과 차별의 태도와 행동에 인과적으로 기여한다"라고 쓴다. :196

#### 음란물 금지 조례
맥키넌과 드워킨은 음란물 퇴치를 위한 가능한 접근 방식으로 민권 소송, 특히 성차별에 대해 계속 논의했다. 맥키넌은 음란물을 억압하기 위해 전통적인 음란 형법을 사용하는 것을 포함하여 도덕, 오물 또는 성적 결백이라는 개념에 근거한 음란물에 대한 전통적인 주장과 법에 반대했다. 그들은 성적 품위나 겸손에 대한 "커뮤니티 기준"을 위반하는 포르노그라피를 비난하는 대신 포르노그라피를 성차별의 한 형태로 규정하고 피해를 입었다는 것을 입증할 수 있는 경우 여성에게 민권법에 따라 손해 배상을 청구할 권리를 부여하려고 했다. 그들의 음란물 금지 조례는 성을 근거로 종속되는 것으로 입증될 수 있는 성적으로 노골적인 자료만 실행 가능하게 한다.
1983년 미니애폴리스 시 정부는 미니애폴리스 시 인권 조례의 수정안으로 음란물 금지 민권 조례 초안을 작성하기 위해 맥키넌과 드워킨을 고용했다. 수정안은 음란물을 여성에 대한 민권 침해 로 정의하고 음란물 인신매매로 피해를 입었다고 주장하는 여성 이 민사 법원에서 제작자와 배급사 를 고소할 수 있도록 허용했다. 또한 강제로 음란물을 만들거나 음란물을 강요받았거나 특정 음란물로 인해 폭행을 당한 사람들이 입증할 수 있는 손해에 대해 소송을 제기할 수 있도록 했다. 이 법은 미니애폴리스 시의회에서 두 번이나 통과되었지만 시장이 거부했다. 다른 버전의 조례는 1984년 인디애나주 인디애나폴리스에서 통과되었지만 제7순회 항소법원에서 위헌 판결을 받았으며, 미국 대법원에서 (의견 없이) 간략하게 확인된 결정이다.

### 국제 업무
1992년 2월, 캐나다 대법원은 맥키넌이 매니토바 음란물 배급업자 Donald Butler 에 대한 판결에서 공동 저술한 요약문을 광범위하게 인용하면서 평등, 증오 선전, 음란물에 대한 맥키넌의 이론을 대부분 수용했다. 집사 결정은 일부 사람들에게 논란의 여지가 있었다. 때때로 드워킨의 책 Pornography: Men Possessing Women 이 이 판결에 따라 캐나다 세관 직원에 의해 압수되었을 뿐만 아니라 Marguerite Duras와 David Leavitt 의 책도 압수되었음을 암시한다.

맥키넌은 1992년부터 집단학살 혐의로 기소된 세르비아인에 대항하여 보스니아인과 크로아티아인 여성을 대리하여 분쟁에서 집단학살 행위로 강간을 법적으로 주장했다. 그녀는 Kadic v. Karadzic 과 2000년 8월 10일 뉴욕시에서 7억 4천 5백만 달러의 배심원 평결을 받았다. 소송(미국의 외국인 불법행위법에 의거)은 집단학살의 법적 조치로서 집단학살 맥락에서 민족이나 종교를 근거로 하는 강제 매춘과 강제 임신을 확립했다. 2001년에 맥키넌은 국제 비정부 기구 인 Equality Now의 이니셔티브인 Lawyers Alliance for Women(LAW) 프로젝트의 공동 이사로 임명되었다.
맥키넌과 드워킨은 1990년 스웨덴에서 성매매 금지법을 제안했고, 스웨덴은 1998년에 통과시켰다. 북유럽 모델, "평등 모델" 또는 "제한적 모델" 이라고도 하는 스웨덴 모델 이라고 불리는 이 모델은 성 서비스 구매자와 판매자를 처벌한다. "매춘으로 사고파는" 모든 사람들.  근본적인 개념은 생존을 위해 성 서비스를 교환해야 한다는 요구가 성 불평등의 산물이자 여성에 대한 폭력의 한 형태라는 것이다. 이 모델은 노르웨이, 아이슬란드, 캐나다, 아일랜드, 북아일랜드, 이스라엘 및 프랑스에서 승인되었다.  그러나 뉴질랜드에서 거부되었다.
Global Network of Sex Work Projects, International 및 Global Alliance Against Traffic in Women와 같은 일부 조직과 개인은 이 법적 모델이 성노동자들이 집을 구하고 생존을 위해 돈을 버는 것을 더 어렵게 한다고 말한다., 폭력을 피하기 위해 클라이언트를 선별하고, 남자 친구가 "포주"로 체포되는 것을 방지하고, 성노동자에 대한 다수의 성폭력을 설명하는 경찰과의 상호 작용을 피하십시오.

## 정치 이론
맥키넌은 대부분의 사회에서 여성과 남성 사이의 불평등이 합리화되고 종종 자연스러운 것으로 인식되는 배열로 남성 지배, 여성 종속을 제도화하는 위계를 형성한다고 주장한다. 그녀는 이론과 실제 사이의 상호 관계에 대해 글을 쓴다. 여성의 경험은 두 영역 모두에서 대부분 무시되어 왔다는 점을 인식하고 있다. 나아가 그녀는 페미니즘 이론 에서 자유주의적 페미니즘의 특정한 점들을 비판하기 위해 마르크스주의를 이용하고, 마르크스주의 이론을 비판하기 위해 급진적 페미니즘을 이용한다.  맥키넌은 계급 분할을 자연적으로 발생하는 자발적인 사건으로 취급한 이론에 대한 마르크스의 비판에 주목한다. 그녀는 알 이론 등의 인식론, 이해  "갖는 전원 수단, 무엇보다도 사람이 말할 때, '이 얼마나이다'고 그런 식 것으로 촬영 : 정치 권력의 이론 등을. . . . 무력하다는 것은 '이것이 이렇구나'라고 말할 때 그렇게 받아들여지지 않는다는 뜻이다. 이것은 명료한 침묵, 부재의 존재 인식, 사회적으로 신용이 박탈된 사람들을 믿는 것, 단순한 사실로 지나치는 것을 비판적으로 맥락화하는 것을 무력한 자의 정치학의 인식론에 필요하게 만든다." 

## 비판
여성주의 성 전쟁 동안, 캐롤 밴스(Carole Vance)와 엘렌 윌리스(Ellen Willis) 와 같은 반포르노그래피 입장에 반대하는 페미니스트들은 스스로를 "프로-섹스(pro-sex)" 또는 " 성 긍정적인 페미니스트(sex-positive feminists) "라고 부르기 시작했다. 섹스에 긍정적인 페미니스트와 포르노에 반대하는 페미니스트는 이러한 레이블의 암시적 및 명시적 의미에 대해 논쟁을 벌였다. 섹스 포지티브 페미니스트들은 맥키넌과 드워킨이 초안을 작성한 포르노그라피 금지 조례가 성적으로 노골적인 자료에 대한 제거, 검열 또는 통제를 요구한다는 점에 주목한다.
State of Injury (1995)에서 Wendy Brown은 매춘과 음란물을 금지하려는 맥키넌의 시도가 일차적으로 보호하는 것이 아니라 부상을 전제로 하는 본질적인 정체성으로 "여성"의 범주를 다시 기재한다고 주장한다. The Nation에서 Brown은 또한 맥키넌의 Toward a Feminist Theory of the State (1989)를 "심각하게 정적인 세계관과 비민주적, 아마도 심지어는 반민주적, 정치적 감수성" 뿐만 아니라 "납작하게 구식"으로 발전시킨 것으로 특징지었다.